# ويليام ميتشيل
ويليام ميتشيل (بالإنجليزية: William Mitchell) (و. 1838 – 1914 م) هو سياسي، من المملكة المتحدة، كان عضوًا في حزب المحافظين، توفي عن عمر يناهز 76 عاماً.

## مناصب
تولى منصب عضو البرلمان في المملكة المتحدة ‏ (1 أكتوبر 1900–12 يناير 1906).